# Minh Hải
Minh Hải is een voormalige provincie van Vietnam. Minh Hải is ontstaan, na de opheffing van An Xuyên. Deze provincie werd gesplitst in wat nu Cà Mau is en Minh Hải. Minh Hải is in 1976 ontstaan, nadat de Republiek Zuid-Vietnam herenigd werd met Noord-Vietnam tot de Socialistische Republiek Vietnam.
De hoofdstad van de provincie was Minh Hải. Deze stad is later omgedoopt tot Bạc Liêu. De provincie heeft bestaan tot 6 november 1996. Delen van Minh Hải kwamen bij Cà Mau, maar het grootste werd hernoemd naar Bạc Liêu.